# Phénomène Raven
Raven
Phénomène Raven (That's So Raven) est une série télévisée américaine en cent épisodes de 25 minutes créée par Michael Poryes et Susan Sherman, produite par les studios Disney et diffusée entre le 17 janvier 2003 et le 10 novembre 2007 sur Disney Channel.
En France, la série est diffusée depuis le 15 février 2004 sur Disney Channel ainsi qu'à partir du 15 juillet 2004 sur France 2 dans l'émission KD2A et rediffusée à partir du 20 octobre 2014 sur France Ô. Au Québec, la série est diffusée à partir du 14 février 2004 sur VRAK.TV.
En 2005, la série a été élue meilleure série de Disney Channel par les téléspectateurs.
En octobre 2016, Raven-Symoné a confirmé qu'une série dérivée était en cours de production, Raven ; elle reprendra son rôle de Raven Baxter qui est, dans cette nouvelle série, divorcée et mère de deux enfants, dont l'un a des visions,.
La série est disponible sur Disney +, depuis le lancement de la plateforme.

## Synopsis
Cette série met en scène Raven Baxter, une adolescente qui voit l'avenir en ayant des visions. Personne n'est au courant, à part ses deux meilleurs amis Chelsea et Eddy, son petit frère Cory, son père Victor et sa mère Tania. Si ce qu'elle voit est heureux, elle fait tout pour que sa vision se réalise et se met souvent dans des situations improbables. Si ce qu'elle voit est malheureux, elle fait tout pour que sa vision ne se réalise pas mais c'est justement en les empêchant que ces événements se réalisent…

## Distribution

### Acteurs principaux
- Raven-Symoné (VF : Barbara Tissier) : Raven Lydia Baxter

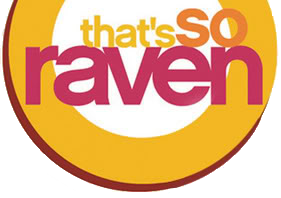
Logo original de la série.

- Orlando Brown (VF : Jérôme Pauwels) : Edward « Eddie » Thomas
- Kyle Massey (VF : Gwenaël Sommier) : Corey Baxter
- Anneliese Van der Pol (VF : Malvina Germain) : Chelsea Ophelia Daniels
- T'Keyah Crystal Keymah (VF : Isabelle Ganz) : Tanya Baxter (saisons 1 à 3)
- Rondell Sheridan (VF : Denis Boileau) : Victor Baxter

### Acteurs récurrents
- Adrienne Bailon (VF : Marie-Eugénie Maréchal) : Alana Rivera (saison 2)
- Frankie Ryan Manriquez : William (saisons 2 à 4)
- David Henrie (VF : Donald Reignoux) : Larry (saisons 2 à 4)
- Ashley Eckstein (VF : Charlotte Vermeil) : Muffy (saisons 2 à 4)
- Andrea Williams : Loca (saisons 2 à 4)
- Erica Rivera (en) : Bianca (saison 3)
- Lil J (en) (VF : Vincent de Boüard) : Devon Carter (saisons 2 à 4)
- Anne-Marie Johnson (VF : Juliette Degenne) : Donna Carbonna (saison 4)
- Jodi Shilling (en) : Tiffany (saison 4)
- Sydney Park (VF : Camille Donda) : Sydney (saison 4)

- Version française
  - Société de doublage : Dubbing Brothers
  - Direction artistique : Roland Timsit (saisons 1-3), Isabelle Ganz (saison 4)
  - Adaptation des dialogues : Michel Mella , Ghislaine Gozes, Jérôme Pauwels et Laurence Crouzet

 Source et légende : version française (VF) sur RS Doublageet sur Doublage Séries Database 

### Tableau de présence des différents personnages
| Personnages        | Acteurs                   | Saison 1   | Saison 2     | Saison 3   | Saison 4   |
| ------------------ | ------------------------- | ---------- | ------------ | ---------- | ---------- |
| Raven Baxter       | Raven-Symoné              | Principal  | Principal    | Principal  | Principal  |
| Eddie Thomas       | Orlando Brown             | Principal  | Principal    | Principal  | Principal  |
| Chelsea Daniels    | Anneliese Van der Pol     | Principal  | Principal    | Principal  | Principal  |
| Cory Baxter        | Kyle Massey               | Principal  | Principal    | Principal  | Principal  |
| Victor Baxter      | Rondell Sheridan          | Principal  | Principal    | Principal  | Principal  |
| Tanya Baxter       | T'Keyah Crystal Keymah    | Principale | Principale   | Principale | /          |
| Senorita Rodriguez | Rose Abdoo                | Récurrente | Récurrente   | Récurrente | Récurrente |
| Mrs. DePaulo       | Amy Hill                  | Récurrent  | Invitée      | Invitée    | /          |
| Mr. Lawler         | Wesley Mann               | Récurrent  | Récurrent    | /          | /          |
| Mr. Petrachelli    | Ernie Sabella             | Récurrent  | /            | /          | /          |
| Ben Sturky         | Joshua Harto              | Récurrent  | /            | /          | /          |
| Dr Sleevemore      | Brian George              | Invité     | /            | Invité     | /          |
| Muffy              | Ashley Eckstein           | /          | Récurrent    | Récurrent  | Récurrent  |
| William            | Frankie Ryan Manriquez    | /          | Récurrent    | Récurrent  | Récurrent  |
| Loca               | Andrea Williams           | /          | Récurrente   | Récurrente | Invitée    |
| Devon Carter       | Jonathan 'Lil J' McDaniel | /          | Récurrent    | Invité     | Invité     |
| Larry              | David Henrie              | /          | Invitée      | Récurrent  | Récurrent  |
| Cindy              | Jordyn Colemon            | /          | Invitée      | Récurrent  | Récurrent  |
| Mrs. Appelbaum     | Mary Jo Catlett           | /          | Invitée      | Récurrente | /          |
| Madison            | Rhyon Nicole Brown        | /          | Invitée      | Récurrente | /          |
| Alana Rivera       | Adrienne Bailon           | /          | Récurrent(e) | /          | /          |
| Nadine Carter      | Jordan Molesey            | /          | Récurrent(e) | /          | /          |
| Mr. Grozowtski     | Stuart Pankin             | /          | Récurrent(e) | /          | /          |
| Stanley            | Bobb'e J. Thompson        | /          | /            | Récurrent  | Récurrent  |
| Bianca             | Erica Riveira             | /          | /            | Récurrente | /          |
| Chantel            | Drew Sidora               | /          | /            | Récurrente | /          |
| Sierra             | Juliette Goglia           | /          | /            | Récurrente | /          |
| Donna Carbonna     | Anne-Marie Johnson        | /          | /            | /          | Récurrente |
| Tiffany            | Jodi Shilling             | /          | /            | /          | Récurrente |
| Buffy              | Rachel G. Fox             | /          | /            | /          | Récurrente |
| Sydney             | Sydney Park               | /          | /            | /          | Récurrente |

## Épisodes

### Première saison (2003-2004)
1. Amitié à l'épreuve (Test of Friendship)
2. Ma mère ce dragon (Mother Dearest)
3. Les Zozos du zoo (Party Animal)
4. Réveille-toi, Victor ! (Wake Up, Victor)
5. Un scoop extraordinaire (A Fish Called Raven)
6. Chacun ses défauts (Smell of Victory)
7. L'Heureuse élue (Campaign in the Neck)
8. Sauvez Raven (Saving Psychic Raven)
9. La guerre des fêtes (The Parties)
10. Le Cavalier idéal (Ye Olde Dating Game)
11. Recettes de cousines (Dissin' Cousins)
12. Le Pire cauchemar de Raven (Teach Your Children Well)
13. Un dîner inoubliable (Driven to Insanity)
14. Un garçon qui a du chien (A Dog by Any Other Name)
15. Une journée avec ma mère (Saturday Afternoon Fever)
16. Ça chauffe à l'opéra (A Fight at the Opera)
17. Au travail, Raven ! (Psychics Wanted)
18. Un chef au chômage (If I Only Had a Job)
19. Le Cadeau de Noël (Escape Claus)
20. La Dispute (Separation Anxiety)
21. Défaut de vision (To See or Not to See)

### Deuxième saison (2004-2005)
1. Mise en scène (Out of Control)
2. Fini les vacheries ! (Don't Have a Cow)
3. Cours Raven, cours ! (Run Raven Run)
4. Bande rivale (Clothes Minded)
5. Chipie, chipie, bang, bang (Four's a Crowd)
6. Cory superstar (Hearts and Minds)
7. Espionnage intergalactique (Close Encounters of the Nerd Kind)
8. Top modèle (That's So Not Raven)
9. Un look d'enfer (Blue in the Face)
10. Chasseuse d'autographes (Spa Day Afternoon)
11. Le Club des gants de neige (Leave It to Diva)
12. Vive la mariée ! (There Goes the Bride)
13. Mauvaises ondes (Radio Heads)
14. Bouc et mystère ! (A Goat's Tale)
15. Le Pouvoir de la comète (He's Got the Power)
16. Rien ne vaut le bon air (Skunk'd)
17. Amitié en péril (The Dating Shame)
18. L'Audition (The Road to Audition)
19. Quel métier ! (The Lying Game)
20. Visite chez le dentiste (Numb and Numb-er)
21. Un petit boulot tranquille (My Big Fat Pizza Party)
22. Pyjama-party (Shake, Rattle and Rae)

### Troisième saison (2005-2006)
1. Relookage (Psychic Eye for the Sloppy Guy)
2. Il ne faut pas énerver Raven (Stark Raven Mad)
3. Étoile filante (Opportunity Shocks)
4. Question de confiance (Taken to the Cleaners)
5. Mauvaise conscience (Five Finger Discount)
6. Tous en scène (Sweeps)
7. Vision et ré-vision (Double Vision)
8. Je suis comme je suis (Bend It Like Baxter)
9. Raven a le bourdon (The Big Buzz)
10. Colère en couleur (True Colors)
11. Un travail au poil (Dog Day After-Groom)
12. Un jour, mon prince viendra (The Royal Treatment)
13. Chef-d'œuvre en péril (Art Breaker) avec Cyndi Lauper
14. Soirée de star (Boyz 'N Commotion)
15. L'Âme d'une chef (Gettin' Outta Dodge)
16. École-logis (On Top of Old Oaky)
17. La Bosse du commerce (They Work Hard for His Honey)
18. Mêlez-vous de vos affaires (Mind Your Own Business)
19. Surprise partie (Hizzouse Party)
20. Drôle de couple (Mismatch Maker)
21. Le Combat des chefs ! (Chef-Man and Raven)
22. Mes meilleures amies (When in Dome)
23. Raven superstar ? (Too Much Pressure)
24. Extrême Cory (Extreme Cory)
25. Le Retour de Léonard (The Grill Next Door)
26. Réunion de famille [1/2] (Country Cousins [1/2])
27. Réunion de famille [2/2] (Country Cousins [2/2])
28. Vive la diet-ethique (Food for Thought)
29. Une idée de mesure (Point of No Return)
30. Trop bien pour toi (Mr Perfect)
31. En route pour Hollywood (Goin' Hollywood)
32. Un cavalier pour Raven (Save the Last Dance)
33. La Cerise sur le gâteau (Cake Fear)
34. Vision et télévision (Vision Impossible)
35. La Chanteuse de jazz (Four Aces Club)

### Quatrième saison (2006-2007)
1. Raven a du fil à retordre (Raven, Sydney, and the Man)
2. Esprit d'équipe (Pin Pals)
3. Le Bureau de ministre (Dues and Dont's)
4. Raven fait son cinéma (Unhappy Medium)
5. Raven est de garde (Adventures in Boss Sitting)
6. Nouvelle déco (Hook Up My Space)
7. Le Transport en commun (Driving Miss Lazy)
8. Raven connaît la chanson (Be Prepared)
9. Le Pressoir (Juicer Consequences)
10. Concours d'élégance ! (Sister Act)
11. Photo de couverture (Checkin' Out) (1re partie de La Phénoménale Vie de palace d'Hannah Montana)
12. Raven a trop de style (Fur Better or Worse)
13. Raven, reine du bal (Mad Hot Cotillion)
14. L'ordi forme les couples ! (When 6021 Met 4267)
15. Une recette de folie (Soup to Nuts)
16. Eddie VIP (Members Only)
17. Week-end de filles (The Ice Girl Cometh)
18. Entente et mésentente (Rae of Sunshine)
19. Cauchemar pour un job de rêve (The Dress Is Always Greener)
20. Le Nouveau Professeur (Teacher's Pet)
21. Cory met le paquet (Where There's Smoke)
22. La Cerise sur le gâteau d'anniversaire (The Way They Were)

## Séries dérivées

### Cory est dans la place
Cory est dans la place (Cory in the House), une autre série créée en 2007, est la suite de Phénomène Raven. Dans celle-ci, le frère et le père de Raven ont déménagé à Washington. Son père Victor Baxter est le cuisinier en chef du président à la Maison Blanche. Raven et sa mère n'apparaissent pas dans cette série. On apprend dans la série que Raven continue de vivre à San Francisco et que Tanya continue de faire ses études à Londres. Cory, plus âgé que dans Phénomène Raven, est le personnage principal de la série.

### Raven
Raven (Raven's Home en version originale) est la deuxième série dérivée de la série Phénomène Raven. Le tout premier épisode a été diffusé le 21 juillet 2017 aux États-Unis sur Disney Channel.
Dans cette nouvelle suite, qui se déroule 10 ans plus tard, Raven est séparée de Devon et elle et sa meilleure amie Chelsea sont toutes deux mères divorcées. Elles ont emménagé ensemble dans une maison à Chicago. Raven est la mère de faux jumeaux, Nia et Booker. Chelsea est quant à elle la mère d'un garçon, Levi. Les péripéties vont venir perturber l'incroyable collocation lorsque Raven réalisera que son fils Booker a hérité de ses visions.

## Cross-over
La série a eu un crossover avec La Vie de palace de Zack et Cody et Hannah Montana dans La Phénoménale Vie de palace d'Hannah Montana. Aux États-Unis, le crossover est diffusé sous forme d'un téléfilm. En France, Il est découpé en trois épisodes et diffusé : dans l'épisode 11 de la Saison 4 de Phénomène Raven, l'épisode 20 de la Saison 2 de La Vie de palace de Zack et Cody et l'épisode 12 de la Saison 1 de Hannah Montana.

## Adaptations
Phénomène Raven a été adapté plusieurs fois en jeu vidéo :
- 2004 : That's So Raven (Game Boy Advance)
- 2005 : That's So Raven 2: Supernatural Style (Game Boy Advance)
- 2006 : That's So Raven: Psychic on the Scene (Nintendo DS)